# Lanzón
Lanzón è un termine colloquiale per indicare una imponente statua monolitica alta 4,5 metri e raffigurante la divinità principale, situata nell'antico tempio del complesso cerimoniale e religioso di Chavín de Huantar in una zona montuosa del Perù.

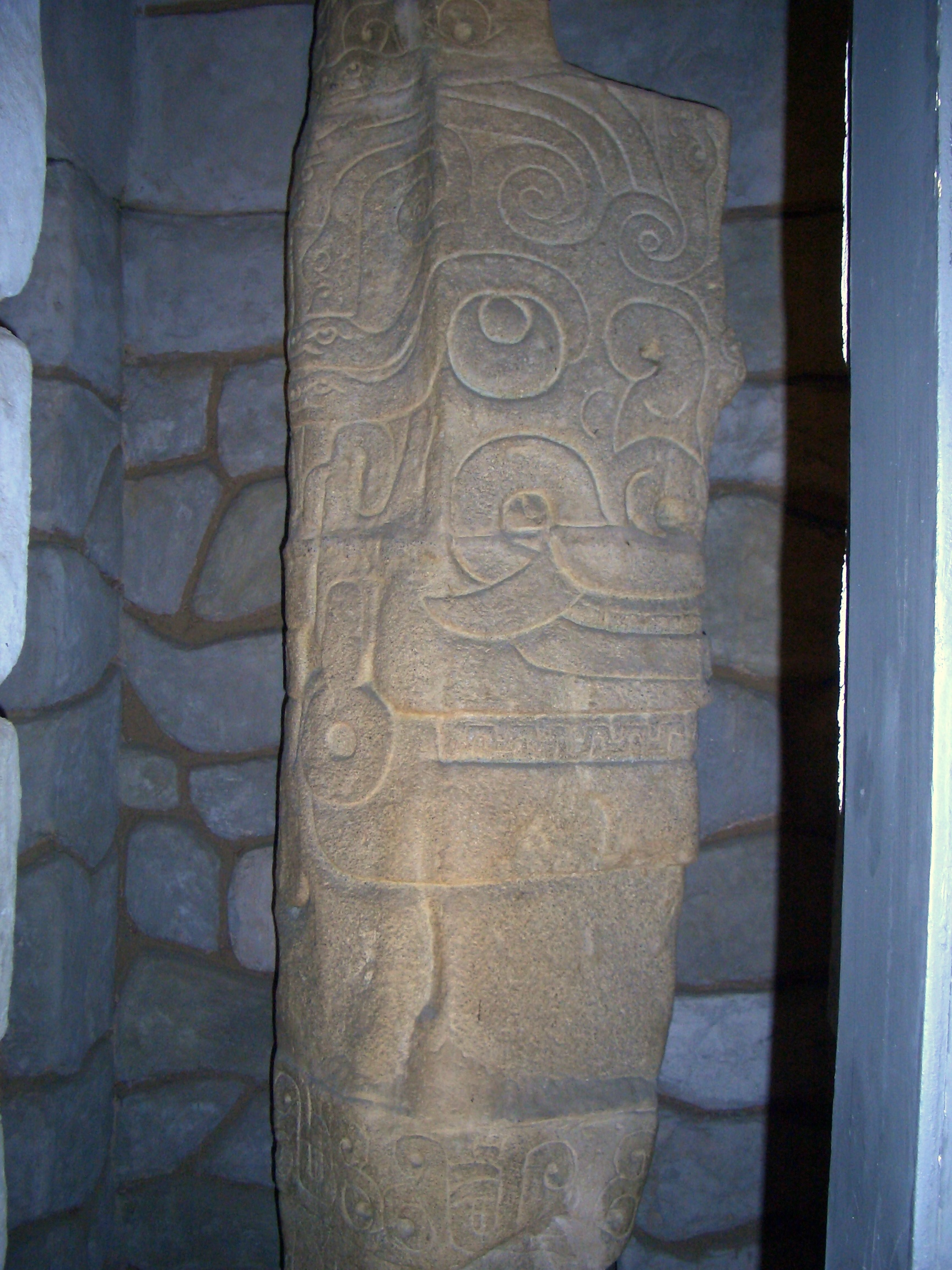
Copia del Lanzon esposto al Museo Nazionale di Lima.

La cultura Chavín fu la prima tra i principali movimenti culturali e religiosi sviluppatosi negli altopiani andini e si sviluppò tra il 900 ed il 200 a.C.
Il termine Lanzón deriva dallo spagnolo 'Lanza' con riferimento alla caratteristica forma della scultura somigliante proprio ad una enorme punta di lancia costituita da diorito, un tipo di granito molto difficile da lavorare.

## Funzionalità religiosa
All'interno dell'enorme edificio esisteva una scenografia che aveva lo scopo di indurre nei devoti un sacro e reverenziale timore verso le divinità (ed i ministri del culto) utilizzando per questo un insieme di trucchi ed effetti speciali, anche molto raffinati, basati sulle conoscenze tecnologiche allora disponibili.
Ai fedeli, prima di entrare, veniva inoltre somministrata una pozione dagli effetti ipnotici basata sugli estratti del cosiddetto cactus di San Pedro allo scopo di esaltare l'impatto emotivo degli effetti visivi e acustici provocati ad arte negli angusti corridoi del tempio illuminati fiocamente solo da stretti fori nel soffitto e posizionati in modo
da creare una particolare alternanza di luce e tenebra.
Coloro che vi si inoltravano timorosi, con le facoltà mentali già alterate dalla droga e presumibilmente accompagnati da un sacerdote, dovevano provare un crescente senso di disorientamento a causa delle continui cambi di direzione dovuti ai labirintici corridoi interni ed alla mancanza di lucidità mentale.
All'interno dell'edificio non vi è alcuna stanza, salvo una camera cruciforme, e molti passaggi o corridoi non portano da nessuna parte, finendo enigmaticamente contro un muro.
Alla fine del percorso, dopo l'ennesima svolta, si arrivava ad un incrocio dove li aspettava il Lanzón con la sua enorme faccia ghignante e dotata di due grandi zanne ricurve, occhi stralunati e lunghi capelli a forma di serpente, sorprendentemente simili a quelli delle mitiche Gorgoni.
La scenografia era completata dalla diffusione di inquietanti suoni a bassa frequenza, probabilmente simili a profondi muggiti o sospiri, provocati da un raffinato sistema acustico.
Infatti sono state individuate le sorgenti di tali emissioni sonore: degli strani pozzetti in pietra, rinvenuti sul lato esterno del tempio e formati da lastre accuratamente lavorate e collocate, che per lungo tempo hanno costituito un vero enigma circa il loro scopo.
Essi presentano una struttura interna analoga a quella degli eccitatori acustici che nelle moderne canne d'organo trasformano il flusso uniforme dell'aria in ingresso in onde di pressione acustica, amplificate poi dalle canne stesse.

## Ipotesi idroacustica
In quelli di Chavín de Huantar, dalle dimensioni molto maggiori, le vibrazioni dell'aria erano prodotte dall'acqua portata da un antico canale derivato dal ruscello Wacheksa e che scorre a monte del sito archeologico.
Il fluido giungeva poi ai pozzetti tramite altri piccoli canali di alimentazione, alcuni fortemente inclinati ed altri quasi verticali, realizzati con lastre di pietra ben lavorate e squadrate. 
L'ultima lastra orizzontale era collocata a sbalzo sopra la cavità in modo da costringere il flusso dell'acqua ad assumere una forma ad arco parabolico e lambire così uno dei lati verticali.
Con un dimensionamento opportuno dei pozzi e della portata d'acqua la piccola cascata assumeva un andamento oscillante facendo così variare ciclicamente il volume della colonna d'aria racchiusa tra le pareti verticali. Le onde di pressione acustica così generate si propagavano dai pozzetti fino ai corridoi interni del labirinto tramite condotti a sezione rettangolare tuttora esistenti, rivelando una sorprendente conoscenza della fisica acustica.
Attualmente non si conosce l'originario tracciato del canale di alimentazione idrica, a causa dei successivi e frequenti smottamenti del terreno a monte e dei lavori di realizzazione, in epoca recente, di una strada dietro l'edificio e che probabilmente hanno cancellato ogni traccia dell'antico corso d'acqua.
Nonostante questo però, sotto la piazza principale esiste ancora un ampio canale collettore con una sezione di quasi 2 m² e che raccoglieva l'acqua proveniente dalle diverse gallerie sotterranee del palazzo per farle poi confluire nel ruscello Mosna, situato a valle del sito.
Un recente tentativo di rimettere in funzione almeno uno di quegli antichi eccitatori acustici, versando in un pozzetto il contenuto di un barile pieno d'acqua, è purtroppo fallito a causa dell'esigua quantità di liquido impiegata.
Le lunghezze dei corridoi erano presumibilmente calcolate in modo tale da esaltare alcune frequenze per risonanza ed ottenere la gamma di suoni ritenuta opportuna dai sacerdoti.
Lo stesso Lanzón, quando collocato nella sua posizione originaria, cioè sollevato da terra, poteva forse entrare in risonanza con le onde di pressione prodotte dagli eccitatori idroacustici, esaltando quindi il fenomeno, verosimilmente con una frequenza molto bassa data la mole del manufatto.
Dal settembre 2008 il team CCRMA della Stanford University ha iniziato una campagna di rilevazione per verificare le caratteristiche acustiche del tempio con lo scopo di ricostruirne il funzionamento tramite un modello computerizzato.
Occorre notare però che già nel 1992 il prof. Enrico Mattievich, docente di fisica dell'Università Federale di Rio de Janeiro, aveva descritto la stessa ipotesi funzionale, come si legge nel Capitolo 3º, "Il Palazzo di Ades" , del suo libro Viaggio all'Inferno mitologico pubblicato allora in Brasile, successivamente in Grecia e a marzo 2010 a Denver negli USA.

## Situazione attuale
Attualmente l'idolo non è più nella originaria posizione, sollevato da terra, bensì con la base a punta appoggiata al suolo a causa dei lavori di ripristino del sito archeologico effettuati agli inizi del '900'.
In quel periodo infatti, prima degli scavi effettuati nel 1919 da Julio C. Tello, il livello del suolo nella camera del Lanzón arrivava a ricoprire parte dell'idolo a causa dei sedimenti caduti dall'alto durante i millenni e del molto fango trascinato  dall'acqua scesa dai monti fino ad intasare le gallerie. I primi spagnoli a riferire notizie circa l'idolo dovettero trascinarsi nello spazio ridotto riuscendo a vederne solo la faccia con le sue zanne minacciose ed i capelli serpentiformi.
Sopra la camera del Lanzón c'è una piccola stanza di appena 1,80 di altezza il cui pavimento aveva la funzione di supporto per mantenere sollevato il monolito.
Secondo l'archeologo peruviano Julio C. Tello si presume fosse utilizzata per celebrare sacrifici umani. 
Sul lato frontale del supporto che teneva sospeso il monolito ci sono due profondi solchi paralleli intagliati nella roccia che avrebbero fatto fluire il sangue delle vittime ad una depressione circolare sopra la testa dell'idolo, a forma di piccola conca, e da questa tramite altri canali verticali fino a lambirne le fauci zannute.
Per l'archeologo tale idolo avrebbe avuto funzione di Axis Mundi: un perno di collegamento tra i Cieli, la Terra e gli Inferi, posizione suggerita anche dalla collocazione centrale nel tempio.